# 和田高明
和田 高明（わだ たかあき、1964年1月22日 - ）は、日本の男性アニメーター、キャラクターデザイナー、アニメ演出家。神奈川県出身。

## 略歴・人物
高等学校卒業後、中央大学に入学。同大学のアニメーション研究会で自主アニメ制作に関わる。
卒業後はアートランドに所属し、『銀河英雄伝説』などの動画を担当。
その後、アートランドとの方針の違いからイージー・フイルムに移籍し、『おぼっちゃまくん』などを担当。この時に音地正行と知り合い、フィルムマジックに移籍する。
フィルムマジック時代に原画で参加していた『赤ずきんチャチャ』で演出の桜井弘明に同調する形で毎度の様に枚数制限をオーバーして会社の赤字計上に加担し続けてしまい、結果的に会社は倒産となる。それ以降はフリーランスとして活動している。
代表作の『カレイドスター』ではロゼッタの活躍する話数のコンテ・演出・作監を担当した。
原画として参加した代表的なものに『劇場版アキハバラ電脳組』のデパートのシーンや『アニメーション制作進行くろみちゃん』がある。特に後者は20カットで3000枚の枚数を使い、同じアニメに関わっていた大地丙太郎や渡辺はじめに支払われるはずの制作費を使ってしまったという逸話がある。

## 参加作品

### テレビアニメ
1989年
- おぼっちゃまくん（1989年 - 1992年、原画）

1991年
- ゲンジ通信あげだま（1991年 - 1992年、原画）

1992年
- 姫ちゃんのリボン（1992年 - 1993年、原画）

1994年
- 赤ずきんチャチャ（原画・OP原画）

1995年
- ナースエンジェルりりかSOS（作画監督・原画）

1996年
- こどものおもちゃ（作画監督・原画）
- 名探偵コナン（1996年 - 、原画）

1997年
- 剣風伝奇ベルセルク（原画）

1998年
- セクシーコマンドー外伝 すごいよ!!マサルさん（OP原画・絵コンテ・演出・作画監督）
- LEGEND OF BASARA（原画）
- 浦安鉄筋家族（原画）
- 快傑蒸気探偵団 TV ANIMATION SERIES（原画）

1999年
- To Heart（原画、画像特典の全番画コンテ、演出、原画）
- ゾイド -ZOIDS-（原画）
- 今、そこにいる僕（1999年 - 2000年、原画）

2000年
- おじゃる丸（2000年 - 、絵コンテ・演出・作画監督・原画）
- だぁ!だぁ!だぁ!（絵コンテ・演出・作画監督）
- 遊☆戯☆王デュエルモンスターズ（2000年 - 2004年、原画）

2001年
- フルーツバスケット（原画）
- ポケットモンスター ミュウツー! 我ハココニ在リ（原画）
- 新白雪姫伝説プリーティア（原画）
- フィギュア17 つばさ&ヒカル（原画）

2002年
- あたしンち（2002年 - 2009年、絵コンテ）
- SAMURAI DEEPER KYO（原画）
- ちょびっツ（原画）
- キディ・グレイド（原画）

2003年
- 魔探偵ロキRAGNAROK（原画）
- カレイドスター（絵コンテ・演出・作画監督・原画・作画協力（犬）・作画協力（鳥））
- カレイドスター 新たなる翼（2003年 - 2004年、絵コンテ・演出・作画監督・原画）

2004年
- 巌窟王（演出・作監協力・原画）
- スウィート・ヴァレリアン（OP原画）
- うた∽かた（OP・ED原画）
- 今日からマ王!（2004年 - 2006年、原画）
- アイシールド21（2004年 - 2008年、原画・OP2・OP3・OP5原画）

2005年
- ARIA The ANIMATION（作監協力・原画）
- 強殖装甲ガイバー（2005年 - 2006年、作画監督・絵コンテ）
- ギャグマンガ日和（演出・作画）
- ガイキング LEGEND OF DAIKU-MARYU（2005年 - 2006年、原画）

2006年
- Fate/stay night（OP1原画）
- 桜蘭高校ホスト部（原画）
- ARIA The NATURAL（絵コンテ・作画監督・原画・プロップ設定）
- NANA（原画）
- ガラスの艦隊（原画）
- 少年陰陽師（2006年 - 2007年、原画）

2007年
- 天保異聞 妖奇士（OP2原画）
- レ・ミゼラブル 少女コゼット（OP作画）
- DEATH NOTE（原画・OP2原画）
- デルトラクエスト（絵コンテ）
- ロミオ×ジュリエット（絵コンテ・演出・作画監督・原画）
- DARKER THAN BLACK -黒の契約者-（原画）
- THE SKULLMAN（原画）
- Devil May Cry（原画）
- バンブーブレード（原画）
- 逆境無頼カイジ（原画）

2008年
- ARIA The ORIGINATION（絵コンテ・演出・作画監督・原画）
- カイバ（原画）
- チーズスイートホーム（原画）
- コードギアス 反逆のルルーシュR2（原画）
- ソウルイーター（原画・OP2原画）
- しゅごキャラ!!どきっ（2008年 - 2009年、原画・OP2原画）
- イナズマイレブン（OP原画）
- 黒塚 KUROZUKA（原画）
- ミチコとハッチン（原画）
- ケメコデラックス!（原画）
- キャシャーン Sins（原画）

2009年
- 鉄腕バーディー DECODE:02（作画監督補佐・原画）
- バトルスピリッツ 少年突破バシン（原画）
- RIDEBACK -ライドバック-（原画）
- 毎日かあさん（2009年 - 2012年、総作画監督、作画監督、OP・ED作画監督）
- シャングリ・ラ（原画・OP原画）
- チーズスイートホーム あたらしいおうち（原画）
- うみものがたり 〜あなたがいてくれたコト〜（OP原画）
- うみねこのなく頃に（原画）
- HEROMAN（原画）

2011年
- BLEACH（OP原画・原画）
- よんでますよ、アザゼルさん（原画）
- 青の祓魔師（原画・OP原画）
- デッドマン・ワンダーランド（原画）
- ブレイド（原画）
- 異国迷路のクロワーゼ The Animation（作画監督・原画）
- たまゆら〜hitotose〜（原画）
- 境界線上のホライゾン（原画）
- UN-GO（原画）

2012年
- テルマエ・ロマエ（原画）
- 戦姫絶唱シンフォギア（原画）
- アクエリオンEVOL（原画）
- モーレツ宇宙海賊（原画）
- Persona4 the ANIMATION（原画）
- これはゾンビですか? オブ・ザ・デッド（原画・ED原画）
- ファイ・ブレイン 神のパズル（第2シリーズ、原画）
- つり球（絵コンテ・演出・原画）
- 人類は衰退しました（OP原画）
- トータル・イクリプス（絵コンテ・原画・OP原画）
- AKB0048（原画）
- 貧乏神が!（原画）
- ひだまりスケッチ×ハニカム（OP原画）
- 武装神姫（原画・OP原画）
- PSYCHO-PASS サイコパス（原画・OP原画）

2013年
- THE UNLIMITED 兵部京介（原画・OP原画）
- ささみさん@がんばらない（原画）
- ダンボール戦機W（原画）
- デート・ア・ライブ（原画）
- 俺の妹がこんなに可愛いわけがない。（原画）
- サザエさん（原画）
- よんでますよ、アザゼルさん。Z（原画）
- ガッチャマン クラウズ（絵コンテ・演出・作画監督・原画）
- サムライフラメンコ（作画監督）

2014年
- 世界征服〜謀略のズヴィズダー〜（原画）
- スペース☆ダンディ（絵コンテ・演出・原画）
- 東京喰種トーキョーグール（作画監督・原画）
- ヤマノススメ セカンドシーズン（絵コンテ・演出・原画）

2015年
- ガッチャマン クラウズ インサイト（絵コンテ・作画監督・原画）

2016年
- 逆転裁判 〜その「真実」、異議あり!〜（演出・作画監督補佐・原画）
- 美少女戦士セーラームーンCrystal デス・バスターズ編（原画）
- こちら葛飾区亀有公園前派出所 THE FINAL 両津勘吉 最後の日（原画）
- WWW.WORKING!!（原画）
- 少年アシベ GO! GO! ゴマちゃん（絵コンテ・演出・作画監督）

2017年
- キラキラ☆プリキュアアラモード（原画）
- THE REFLECTION（作画監督）
- Infini-T Force（絵コンテ・演出）
- 魔法陣グルグル（原画）
- プリプリちぃちゃん!!（原画）

2018年
- メガロボクス（絵コンテ・演出・作画監督）
- 深夜!天才バカボン（キャラクターデザイン・作画監督）
- ゴールデンカムイ（作画監督）

2020年
- pet（作画監督）
- シャドウバース（演出）
- ドラゴンクエスト ダイの大冒険（2020年 - 2022年、原画）

2021年
- キングダム（第3シリーズ、演出・原画）
- ルパン三世 PART6（2021年 - 2022年、OP作画）

### 劇場アニメ
1988年
- 銀河英雄伝説 わが征くは星の大海（動画）

1998年
- 機動戦艦ナデシコ -The prince of darkness-（原画）

1999年
- 劇場アキハバラ電脳組 2011年の夏休み（原画・レイアウト）

2001年
- Di Gi Charat 星の旅（原画）

2002年
- ギャグマンガ日和 ジャンプフェスタ2002版（作画）

2005年
- ONE PIECE THE MOVIE オマツリ男爵と秘密の島（原画）
- 金色のガッシュベル!! メカバルカンの来襲（原画）

2006年
- 劇場版ポケットモンスター アドバンスジェネレーション ポケモンレンジャーと蒼海の王子 マナフィ（原画）
- ブレイブ ストーリー（作画監督）
- 時をかける少女（原画）

2009年
- 宮本武蔵 -双剣に馳せる夢-（原画）
- 劇場版 NARUTO -ナルト- 疾風伝 火の意志を継ぐ者（原画）
- マイマイ新子と千年の魔法（原画）

2010年
- 劇場版 Fate/stay night UNLIMITED BLADE WORKS（原画）
- 10thアニバーサリー 劇場版 遊☆戯☆王 〜超融合!時空を越えた絆〜（作画監督）
- 宇宙ショーへようこそ（原画）

2011年
- トワノクオン（原画）
- 映画 スイートプリキュア♪ とりもどせ! 心がつなぐ奇跡のメロディ♪（原画）

2012年
- BLOOD-C The Last Dark（原画）
- 劇場版イナズマイレブンGO vs ダンボール戦機W（原画）
- 青の祓魔師 ―劇場版―（原画）

2013年
- 劇場版ポケットモンスター ベストウイッシュ 神速のゲノセクト ミュウツー覚醒（原画）
- コードギアス 亡国のアキト 第2章（原画）
- 劇場版 薄桜鬼 第一章 京都乱舞（レイアウター）

2014年
- ポケモン・ザ・ムービーXY 破壊の繭とディアンシー（原画）

2015年
- ポケモン・ザ・ムービーXY 光輪の超魔神 フーパ（原画）

2016年
- 映画 妖怪ウォッチ 空飛ぶクジラとダブル世界の大冒険だニャン!（原画）

2017年
- 劇場版 ソードアート・オンライン -オーディナル・スケール-（原画）
- 映画 妖怪ウォッチ シャドウサイド 鬼王の復活（原画）

2022年
- 劇場版 転生したらスライムだった件 紅蓮の絆編（演出・作画監督・原画）

### OVA
- 銀河英雄伝説（1988年 - 1989年、動画[1]）
- 神秘の世界エルハザード2（1997年、原画）
- 銀河英雄伝説外伝第2期「螺旋迷宮」（1999年、原画）
- アニメーション制作進行くろみちゃん（2001年、原画）
- カレイドスター 新たなる翼 -EXTRA STAGE-（2004年、演出・作画監督・原画）
- カレイドスター Legend of phoenix 〜レイラ・ハミルトン物語〜（2005年、原画）
- ARIA The OVA 〜ARIETTA〜（2007年、原画）
- 遊☆戯☆王5D's 進化する決闘! スターダストVSレッド・デーモンズ（2008年、作画監督）
- アイアンマン：ライズ・オブ・テクノヴォア（2013年、原画）

### Webアニメ
- 亡念のザムド（2008年、原画）

### その他
- アドベンチャーゲームブック『フォボス内乱』（1991年、表紙イラスト）
- 共学驚愕学園（1985年、作画監督・作画）[注釈 3]
- ファイナルファンタジーVIII（1999年、2Dバトルモーションディレクター）